# روي بيلي (سياسي)
روي بيلي هو سياسي كندي، ولد في 16 ديسمبر 1928 في كندا، وتوفي في 13 ديسمبر 2018. حزبياً، نشط في حزب المحافظين الكندي. وقد انتخب عضو المجلس التشريعي من ساسكاتشوان (1975 – 1978) وانتخب عضو مجلس العموم الكندي عن دائرة Souris—Moose Mountain ‏.